# Gruntoznawstwo
Gruntoznawstwo – dział geologii inżynierskiej zajmujący się badaniem i klasyfikacją gruntów ze względu na ich właściwości budowlane, oceną mechanicznej wytrzymałości gruntu jako podłoża budowli, metodami polepszenia właściwości gruntów oraz badaniem zmian tych właściwości pod wpływem wznoszonych budowli.